# Trellius
Trellius is een geslacht van rechtvleugeligen uit de familie krekels (Gryllidae). De wetenschappelijke naam van dit geslacht is voor het eerst geldig gepubliceerd in 1988 door Gorochov.

## Soorten
Het geslacht Trellius omvat de volgende soorten:
- Trellius abbreviatus Gorochov, 2003
- Trellius andamanensis Gorochov, 2003
- Trellius tonkinensis Chopard, 1925
- Trellius aequatorialis Gorochov, 2003
- Trellius barisan Gorochov, 2010
- Trellius buqueti Serville, 1838
- Trellius curup Gorochov, 2010
- Trellius dulcis Gorochov, 1996
- Trellius duplicatus Gorochov, 1999
- Trellius electus Gorochov, 1999
- Trellius elenae Gorochov, 2011
- Trellius helverseni Heller, 1985
- Trellius kerinci Gorochov, 2003
- Trellius lampung Gorochov, 2010
- Trellius michaili Gorochov, 2011
- Trellius neesoon Gorochov & Tan, 2012
- Trellius palawani Gorochov, 2004
- Trellius perbonus Gorochov, 1999
- Trellius siveci Gorochov, 1996
- Trellius suspectus Gorochov, 1999
- Trellius alius Gorochov, 1992
- Trellius certus Gorochov, 1992
- Trellius deminutus Gorochov, 1990
- Trellius detersus Gorochov, 1999
- Trellius inquisitor Gorochov, 2010
- Trellius jacobsoni Chopard, 1925
- Trellius lithophilus Gorochov, 1990
- Trellius orlovi Gorochov, 1999
- Trellius riparius Gorochov, 1990
- Trellius verus Gorochov, 1992
- Trellius vitalisi Chopard, 1925
- Trellius excellens Gorochov, 1999
- Trellius fallens Gorochov, 1999
- Trellius communis Gorochov, 1999